# Херсонобленерго
АТ «Херсонобленерго» — акціонерне товариство зі штаб-квартирою в Херсоні, яке займається розподіленням, транспортуванням та постачанням електроенергії у Херсонській області. Кінцевими бенефіціарними власниками (контролерами) є фізичні особи, а саме: громадяни Німеччини Марина Ярославська та Олег Сізерман та громадяни Латвії Віліс Дамбінс, Валтс Вігантс, Артурс Альтбергс.
Інформація про зазначених бенефіціарних власників внесена до Державного реєстру підприємств і організацій України на сторінці АТ «Херсонобленерго»

## Історія
У квітні 1995 року херсонські електромережі відокремлено від ВЕО «Одесаенерго» та створено державне енергопостачальне підприємство «Херсонобленерго». У серпні того ж року підприємство реорганізовано у державну акціонерну енергопостачальну компанію «Херсонобленерго». У грудні 1998 року державну акціонерну енергопостачальну компанію «Херсонобленерго» перетворено у відкрите акціонерне товариство "Енергопостачальна компанія «Херсонобленерго». 2011 року змінено тип організації компанії на публічне акціонерне товариство "Енергопостачальна компанія «Херсонобленерго». У 2017 році компанію перетворено на приватне акціонерне товариство "Енергопостачальна компанія «Херсонобленерго». У 2018 році підприємство перейменовано на АТ «Херсонобленерго».

## Структура
До складу АТ «Херсонобленерго» входять:
- Херсонські міські електричні мережі;
  - Білозерська дільниця ХМЕМ;
- Херсонське міжрайонне відділення енергозбуту;
  - Дніпровське районне відділення енергозбуту;
  - Центральне районне відділення енергозбуту;
- Великолепетиський РЕЗ і ЕМ;
  - Верхньорогачицьке відділення Великолепетиського РЕЗ і ЕМ;
- Високопільський РЕЗ і ЕМ;
  - Великоолександрівське відділення Високопільського РЕЗ і ЕМ;
  - Нововоронцовське відділення Високопільського РЕЗ і ЕМ;
- Генічеський РЕЗ і ЕМ;
- Голопристанський РЕЗ і ЕМ;
- Іванівський РЕЗ і ЕМ;
  - Нижньосірогозьке відділення Іванівського РЕЗ і ЕМ;
- Каховський РЕЗ і ЕМ;
  - Горностаївське відділення Каховського РЕЗ і ЕМ;
- Новокаховський РЕЗ і ЕМ;
  - Бериславське відділення Новокаховського РЕЗ і ЕМ;
- Новотроїцький РЕЗ і ЕМ;
- Олешківський РЕЗ і ЕМ;
- Скадовський РЕЗ і ЕМ;
- Чаплинський РЕЗ і ЕМ;
  - Каланчацьке відділення Чаплинського РЕЗ і ЕМ[2].

## Діяльність
Загальна площа регіону обслуговування — 28 500 км², що обслуговуються 15 структурними підрозділами (райони енергозбуту і електричних мереж — РЕЗ і ЕМ). Електричні мережі компанії складаються із 5-ти класів напруги довжиною повітряних ліній електропередачі по трасі/по колах — 24824/25830 км. Довжина кабельних ліній електропередачі 35-0,4 кВ 1084,33 км. Кількість знижувальних підстанцій 35-154 кВ: з них: ПС-154 кВ — 18 шт., ПС-35 кВ — 199 шт. Кількість силових трансформаторів, встановлених на знижувальних підстанціях 0,4-154 кВ — 5118 шт.